# Vladislav Zlatinov

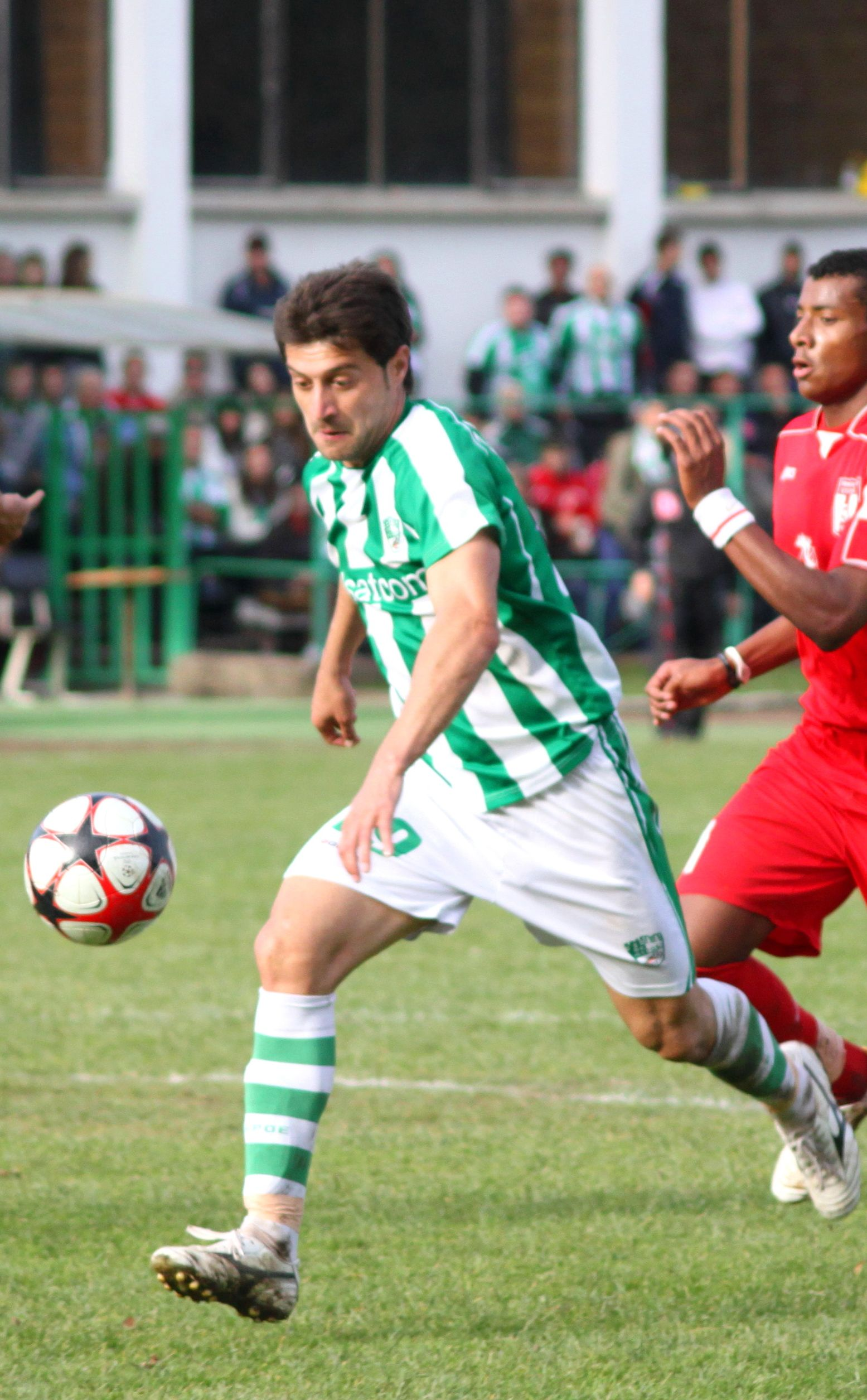

Vladislav Christov Zlatinov (Bulgaars: Владислав Христов Златинов) (Blagoëvgrad, 23 maart 1983) is een Bulgaarse voetballer die bij voorkeur als aanvaller speelt. Hij verruilde in 2013 PFC Montana voor Pirin Blagoëvgrad.

## Carrière
- 2001-2005: Pirin Blagoëvgrad
- 2005-2008: Lokomotiv Plovdiv
- 2008: Beroe Stara Zagora
- 2008-2009: CSKA Sofia
- 2010-2012: Beroe Stara Zagora
- 2012-2013: Slavia Sofia
- 2013: PFC Montana
- 2013-... Pirin Blagoëvgrad